# Mike Connolly
Michael Brian „Mike“ Connolly (* 3. Juli 1989 in Calgary, Alberta) ist ein deutsch-kanadischer Eishockeyspieler, der seit Juli 2015 bei den Straubing Tigers aus der Deutschen Eishockey Liga (DEL) unter Vertrag steht und dort auf der Position des linken Flügelstürmers spielt. Zuvor war Connolly bereits für die Augsburger Panther in der DEL aktiv und bestritt darüber hinaus zwei Spiele für die Colorado Avalanche in der National Hockey League (NHL).

## Karriere

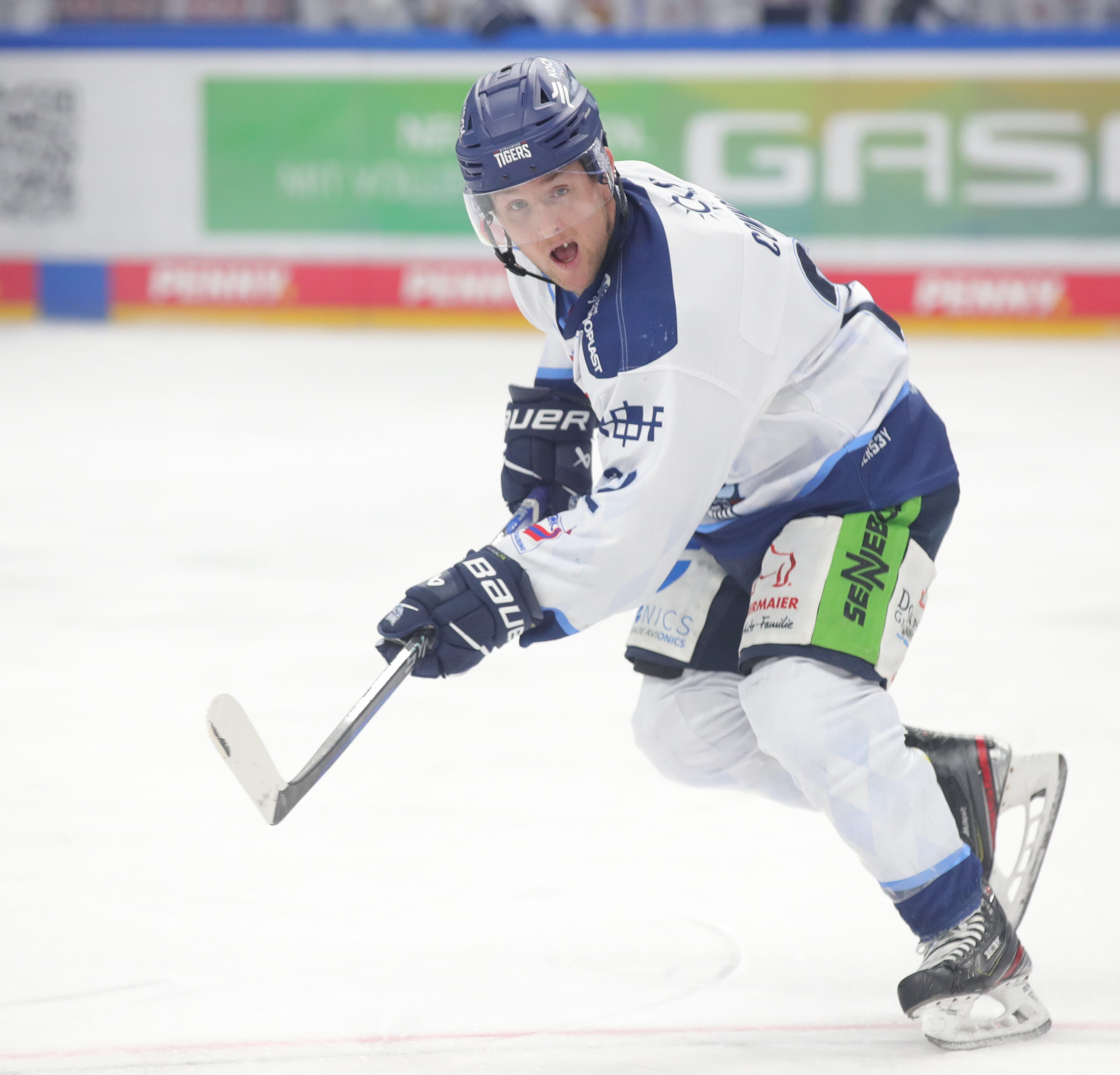
Connolly im Trikot der Straubing Tigers (2022)

Connolly spielte zwischen 2006 und 2008 für die Camrose Kodiaks in der Alberta Junior Hockey League (AJHL). Der Spieler war für den NHL Entry Draft 2007 zur Auswahl berechtigt, wurde jedoch von keinem Franchise der National Hockey League (NHL) ausgewählt. Ab 2008 besuchte der Offensivakteur drei Jahre lang die University of Minnesota Duluth und war in dieser Zeit für deren Eishockeyteam Minnesota Duluth Bulldogs in der Western Collegiate Hockey Association (WCHA) aktiv. Mit den Bulldogs gewann er in der Saison 2008/09 die Meisterschaft der WCHA in Form der Broadmoor Trophy, nachdem die Mannschaft die Finalpartie gegen die Denver Pioneers mit 4:0 gewann. Mike Connolly erzielte in dieser Saison in 43 absolvierten Partien 42 Scorerpunkte und wurde in das WCHA All-Rookie Team gewählt. In der Spielzeit 2010/11 erspielten sich die Bulldogs eine Teilnahme am „Frozen Four“, das Finalturnier um die nationale Meisterschaft der Universitäts- und College-Sportliga National Collegiate Athletic Association (NCAA). Die Minnesota Duluth Bulldogs gewann nach Siegen gegen die Notre Dame Fighting Irish und die Michigan Wolverines das Turnier. Connolly wurde in dieser Saison zusätzlich in das WCHA First All-Star-Team sowie in das NCAA West Second All-American-Team gewählt.
Wenige Tage nach dem NCAA-Erfolg unterschrieb Mike Connolly am 15. April 2011 einen Einstiegsvertrag bei den San Jose Sharks. Anschließend wurde der Kanadier zu San Joses Farmteam Worcester Sharks in die American Hockey League (AHL) geschickt, wo er mit Beginn der AHL-Saison 2011/12 Stammspieler wurde. Kurz vor Ende der Transferperiode im Februar 2012 wurde Connolly zusammen mit Jamie McGinn und Michael Sgarbossa von den San Jose Sharks zur Colorado Avalanche transferiert. San Jose erhielt im Gegenzug die Spieler Daniel Winnik, T. J. Galiardi sowie ein Siebtrunden-Wahlrecht für den NHL Entry Draft 2013. In der Folge bestritt Connolly zwei Partien für Colorados Farmteam Lake Erie Monsters in der American Hockey League, bevor er in den Kader der Avalanche berufen wurde und am 4. März 2012 sein erstes Spiel in der National Hockey League bestritt. Nach einem weiteren NHL-Einsatz wurde er zurück zu den Monsters geschickt, wo er den Rest der Spielzeit verbrachte. Nach einer Knieoperation während der Vorbereitung zur Saison 2012/13 startete der Kanadier schlecht in die Spielzeit, konnte sich aber im Laufe dieser steigern. Trotzdem wurde sein auslaufender Vertrag nicht verlängert.
Im Juli 2013 gaben die Augsburger Panther die Verpflichtung des Angreifers bekannt, für die er bis 2015 in der Deutschen Eishockey Liga (DEL) aktiv war. In der Saison 2013/14 etablierte er sich schnell als Center der ersten Angriffsreihe und war mit 42 Scorerpunkten teamintern der zweitbeste Punktesammler. Daher erhielt er im Februar 2014 eine Vertragsverlängerung um ein Jahr. In der folgenden Saison kam er aufgrund eines Kreuzbandrisses nur auf 22 Einsätze in der DEL und verließ den Klub am Saisonende in Richtung Straubing Tigers.
Im September 2024 erhielt Connolly die deutsche Staatsbürgerschaft.

## Erfolge und Auszeichnungen
| - 2009 Broadmoor-Trophy-Gewinn mit der University of Minnesota Duluth - 2009 WCHA All-Rookie Team - 2011 NCAA-Division-I-Championship mit der University of Minnesota Duluth | - 2011 WCHA First All-Star Team - 2011 NCAA West Second All-American Team |

## Karrierestatistik
Stand: Ende der Saison 2024/25
(Legende zur Spielerstatistik: Sp oder GP = absolvierte Spiele; T oder G = erzielte Tore; V oder A = erzielte Assists; Pkt oder Pts = erzielte Scorerpunkte; SM oder PIM = erhaltene Strafminuten; +/− = Plus/Minus-Bilanz; PP = erzielte Überzahltore; SH = erzielte Unterzahltore; GW = erzielte Siegtore; 1 Play-downs/Relegation; Kursiv: Statistik nicht vollständig)